# Outright International
Outright International (früher: International Gay and Lesbian Human Rights Commission (IGLHRC) bzw. Outright Action International) ist eine internationale Menschenrechtsorganisation, die sich den Menschenrechten schwuler, lesbischer, bisexuell, transgender, intersexueller Personen sowie von HIV bzw. Aids betroffenen Personen widmet.

## Organisation
Outright International wurde 1990 von russischen und US-amerikanischen Aktivisten unter dem Namen International Gay and Lesbian Human Rights Commission (IGLHRC) gegründet und ist seit 1991 eine in den USA eingetragene Non-Profit-Organisation. Ihr Sitz befindet sich in New York City und weitere Büros existieren in San Francisco, wo das „Asylum Documentation Program“ läuft und in Buenos Aires für Lateinamerika und die Karibik.
Die Hauptarbeit besteht in der weltweiten Beobachtung und Dokumentation von Menschenrechtsverletzungen gegen LGBT-Personen, durch HIV betroffene Personen und jenen, welche wegen ihrer sexuellen Identität oder ihres Sexualverhaltens mit Personen, die alt genug sind über sich selbst zu bestimmen, unterdrückt werden, sowie in der Mobilisierung von Erwiderungen in solchen Fällen. In vielen Fällen arbeitet Outright International eng mit Amnesty International zusammen. Ihre Dokumentationen und ihr Quellenmaterial sind unter anderem nützliche Utensilien, um Personen dieser Gruppen bei Asylanträgen zu unterstützen. Das ist auch die einzige wahrgenommene Aufgabe in den sonst recht gut organisierten Ländern Nordamerikas und Westeuropas.
Die finanziellen Mittel von jährlich ca. 1,6 Mio. US-Dollar (2006) kommen ungefähr zu einem Drittel von Einzelpersonen und zu zwei Drittel von wohltätigen Stiftungen. So manche tatkräftige Unterstützer der IGLHRC arbeiten haupt- oder freiberuflich für Amnesty International, International Lesbian, Gay, Bisexual, Trans and Intersex Association (ILGA), Human Rights Campaign und in vielen staatlichen Vertretungen.
Seit Juli 2010 hat Outright International den Beraterstatus im Wirtschafts- und Sozialrat der Vereinten Nationen.

## Geschichte
Die Idee zu dieser Organisation entstand, als Julie Dorf, welche auch die erste „Executive Director“ war, wissenschaftliche Untersuchungen in der UdSSR betrieb und Männer interviewte, welche nach dem damaligen § 121 verurteilt wurden. Die ersten Aktionen der neu gegründeten Organisation waren die schließlich erfolgreiche Lobbyarbeit bei Amnesty International, die Grundlage für ihr Eintreten für Gewissengefangene auch auf die sexuelle Orientierung auszuweiten und ein International Gay and Lesbian Symposium and Film Festival in Moskau zu veranstalten. Im Laufe der Jahre wurde die Arbeit auf immer weitere Bereiche der Welt ausgedehnt.
Im Jahr 2015 änderte die Organisation ihren Namen von „International Gay and Lesbian Human Rights Commission (IGLHRC)“ zu „OutRight Action International“ und 2022 zu „Outright International“.

## Felipa de Souza Award
Der Felipa de Souza Award, welcher seit 1994 fast jährlich an Einzelpersonen oder Organisationen vergeben wird, würdigt die Courage und den Aktivismus von nationalen Basisorganisationen und Einzelpersonen, welche sich für fundamentale Menschenrechte aller Leute einsetzen. Manchmal hilft diese internationale Auszeichnung auch die Situation der Betroffenen erträglicher zu machen.
Felipa de Souza wurde 1591 in Brasilien von der portugiesischen Inquisition verfolgt und gefoltert, weil sie ein sexuelles Verhältnis mit einer anderen Frau hatte.
| Jahr | Person oder Organisation | Staat                                             |
| ---- | --- | ------------------------------------------------- |
| 1994 | Juan Pablo Ordonez ABIGALE Lepa Mladjenovic | Kolumbien Südafrika Serbien                       |
| 1995 | The Tasmanian Gay and Lesbian Human Rights Group (TGLRG) Anjaree Luiz Mott                                                                        | Australien Thailand Brasilien                     |
| 1996 | Keine Präsentation |                                                   |
| 1997 | Demet Demir Genc Xhelaj The Sister Namibia Collective Wilfredo Valencia Palacios (ehrenvolle Nennung)                                             | Türkei Albanien Namibia El Salvador               |
| 1998 | Circulo Cultural Gay (CCG) Dr. Tal Jarus-Hakak Dede Oetomo Nancy Cardenas (1934–1994, posthum) Carlos Jauregui (1958–1996, posthum)               | Mexiko Israel Indonesien Mexiko Argentinien       |
| 1999 | Aung Myo Min Prudence Mabele Kiri Kiri und Chingu Sai Simon Nkoli (1957–1998, posthum)                                                            | Burma Südafrika Südkorea Südafrika                |
| 2000 | Dejan Nebrigic (1970–1999, posthum) Ditshwanelo – The Botswana Center for Human Rights Intersex Society of North America (ISNA) William Hernandez | Serbien Botswana USA El Salvador                  |
| 2001 | Companions on a Journey and Women’s Support Group Jamaica Forum for Lesbians, All-Sexuals and Gays Luis Gauthier (1950–2000, posthum)             | Sri Lanka Jamaika Chile                           |
| 2002 | Elizabeth Calvet (posthum) Marta Lucia Alvarez Giraldo, Marta Lucia Tamayo Rincon und Alba Nelly Montoya Cui Zi En Maher Sabry                    | Brasilien Kolumbien China Ägypten                 |
| 2003 | Lohana Berkins | Argentinien                                       |
| 2004 | The Gender/Sexuality Rights Association of Taiwan (G/STRAT)                                                                                       | Taiwan                                            |
| 2005 | Gay and Lesbians of Zimbabwe (GALZ) | Simbabwe                                          |
| 2006 | Rauda Morcos, ASWAT, Palästinensischer Aktivist aus Haifa                                                                                         | Israel                                            |
| 2007 | Blue Diamond Society | Nepal                                             |
| 2008 | Iranian Queer Organization Andrés Ignacio Rivera Duarte                                                                                           | Kanada / Iranische Diaspora Chile                 |
| 2009 | Helem Lebanese Protection for LGBT | Libanon                                           |
| 2010 | Colombia Diversa | Kolumbien                                         |
| 2011 | LGBT Centre Mongolia | Mongolei                                          |
| 2012 | Karen Atala | Chile                                             |
| 2013 | Yasemin Öz | Türkei                                            |
| 2014 | Gay Japan News; KRYSS; O; Rainbow Rights Project (R-Rights); Women's Support Group                                                                | Japan, Malaysia, Pakistan, Philippinen, Sri Lanka |
| 2015 | Chesterfield Samba, GALZ (Gays & Lesbians of Zimbabwe)                                                                                            | Zimbabwe                                          |
| 2016 | Arus Pelangi, National Federation of LGBTI Communities in Indonesia                                                                               | Indonesien                                        |
| 2017 | Caleb Orozco | Belize                                            |
| 2018 | Arab Foundation for Freedoms and Equality (AFE) (Georges Azzi)                                                                                    | Libanon                                           |
| 2019 | Rikki Nathanson | Zimbabwe/US                                       |
| 2024 | Gloria Careaga Pérez | Mexiko                                            |
| 2025 | Gender DynamiX | Südafrika                                         |